# Чарінг-кросс (станція)
51°30′27″ пн. ш. 0°07′25″ зх. д. / 51.5075° пн. ш. 0.12361111111111° зх. д.
Чарінг-Кросс (англ. Charing Cross railway station) — станція Лондонського залізничного вузла. Головний вхід до вокзалу розташовано на вулиці Стренд у центральній частині Лондона. Станція розташована між вулицею Стренд та мостом Гангерфорд.
Станцію відкрито 11 січня 1864 року і названо на честь центральної точки Лондона — Чарінг-кросс, яка розташована в декількох десятках метрів на захід, на розі з Вайтхоллом. Перед вокзалом був відновлений середньовічний Чарінгський хрест.
Вікторіанський фасад вокзалу стилізовано в дусі французького ренесансу, а його головний зал — приклад новаторського застосування чавунних конструкцій. У 1905 році впав дах вокзалу; фасад перебудовували після руйнувань Другої світової війни.
У 1990 році станційні платформи були вбудовані всередину постмодернистського комплексу Embankment Place.
Пересадки на станції Лондонського метрополітену — Чарінг-кросс та Ембанкмент